# Gino Pollini

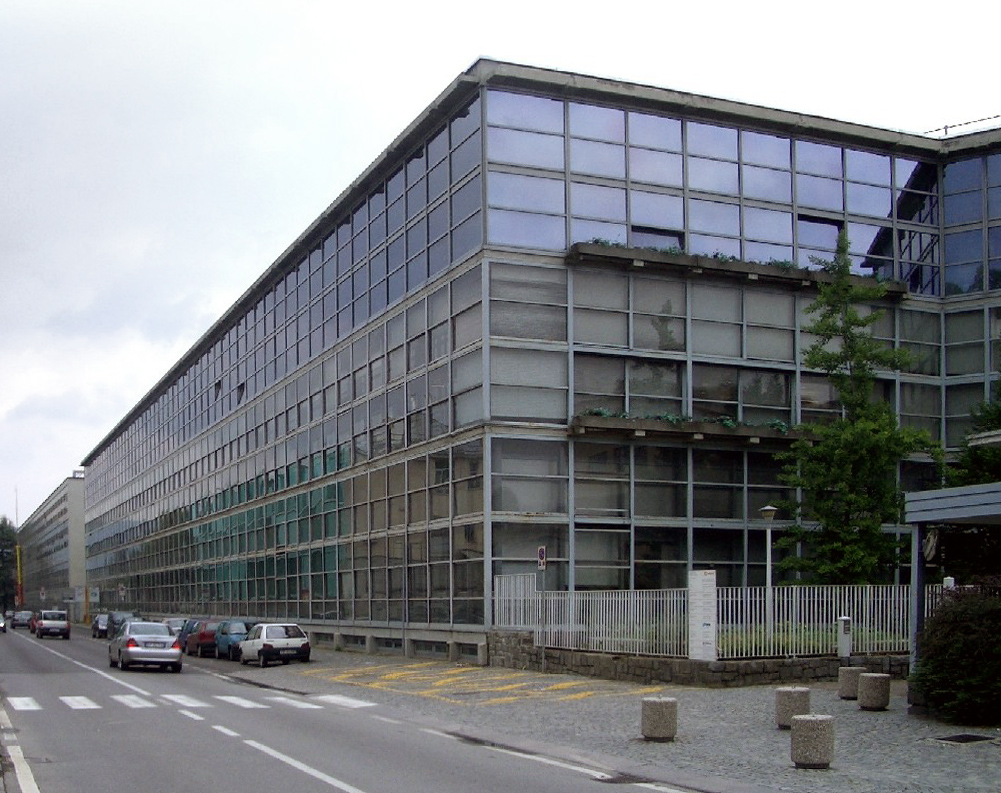
Olivetti i Ivrea, av Pollini & Figini

Gino Pollini, född 19 januari 1903 i Rovereto, död 25 januari 1991 i Milano, var en italiensk arkitekt.
Pollini studerade arkitektur i Milano och Rom. Han arbetade från 1929 tillsammans med Luigi Figini. Pollini var tillsammans med Figini, Giuseppe Terragni med flera en av medlemmarna i Gruppo 7, en modernistisk arkitektgrupp som grundades 1926. Pollini var italiensk delegat vid CIAM 1930–1946. Figini & Pollinis mest kända arbeten var för Olivetti i Ivrea från 1934 till 1960. År 1966 ritade Pollini kyrkan Santi Giovanni e Paolo i Milano och 1970 universitetsbyggnader i Palermo. Pollini undervisade i arkitektur i Milano (1959–1969) och Palermo (1969–1978). Pollini var far till pianisten Maurizio Pollini.

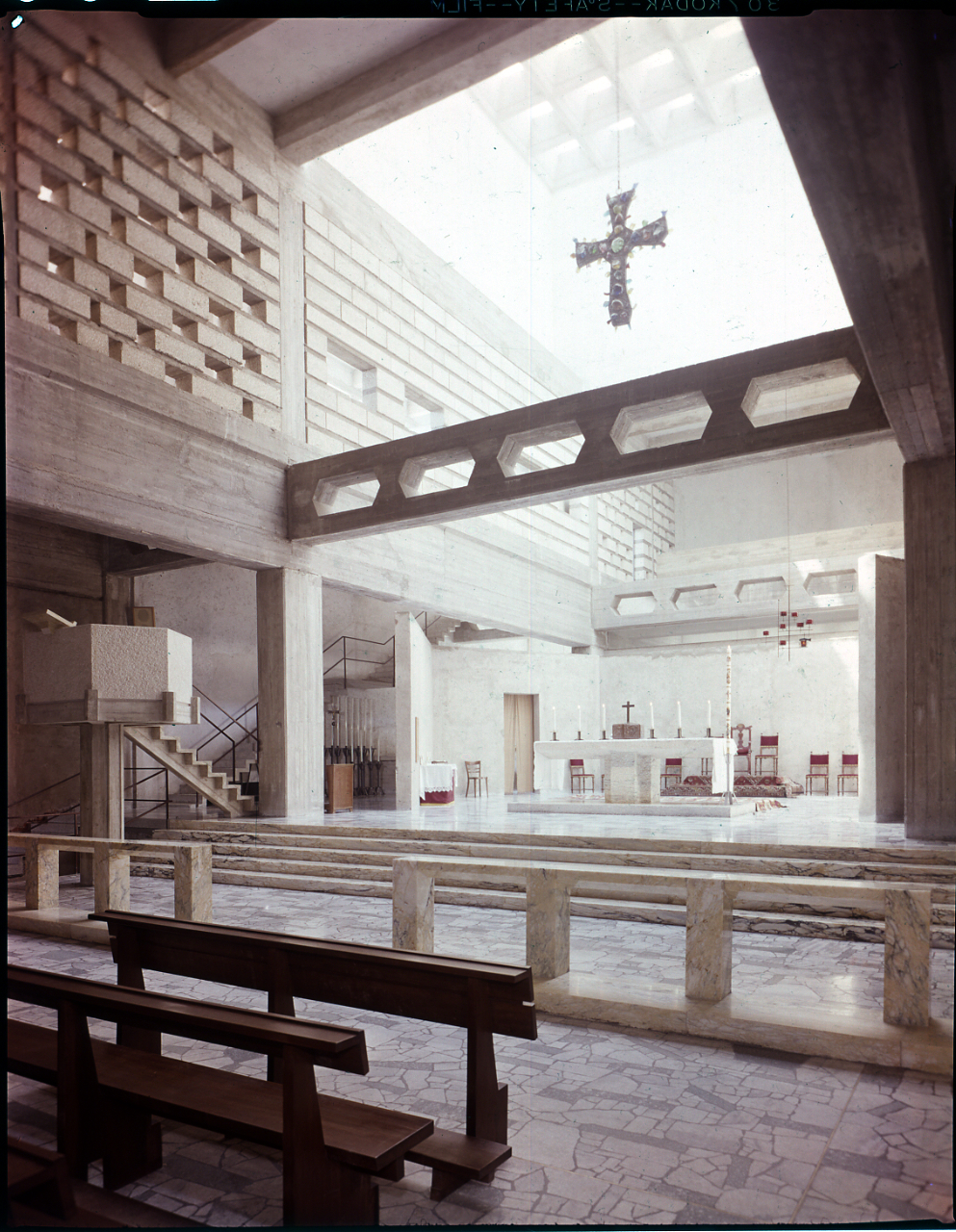
Figini & Pollini, kyrka Madonna dei Poveri, Milano (1952–1954).
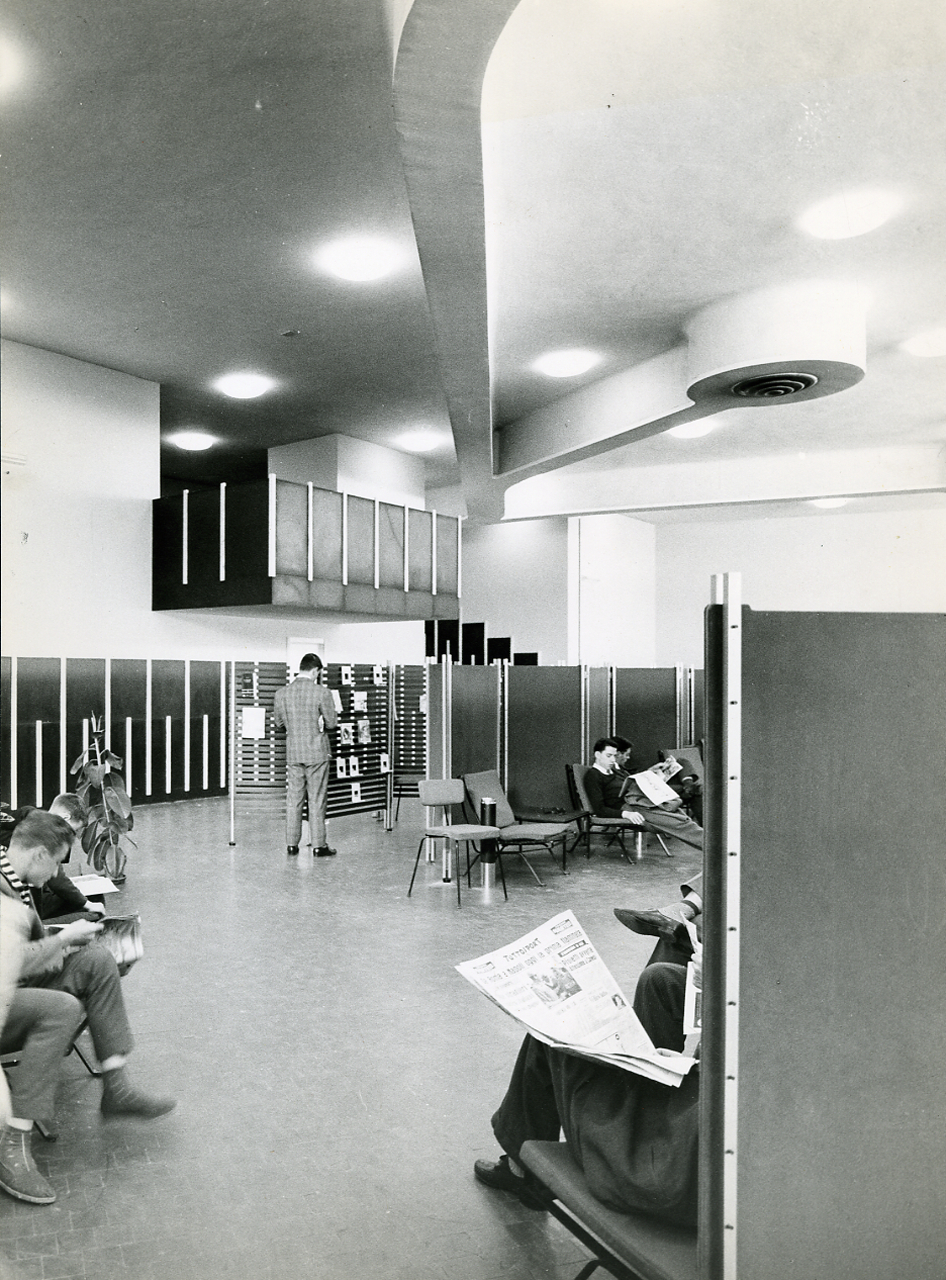
Figini & Pollini, Olivetti huvudkontor i Ivrea. Nya ICO varv, läsrum.